# H3N2
Podtip virusa gripe H3N2 (A/H3N2) ili H3N2 je podvrsta virusa koji uzrokuje gripu (gripu). Virusi H3N2 mogu zaraziti ptice i sisavce. U pticama, ljudima i svinjama virus je mutirao u mnogo sojeva. U godinama u kojima H3N2 prednjači soj, dolazi do više hospitalizacija.

## Sezonska gripa H3N2
Sezonska gripa H3N2 je ljudska gripa od H3N2 koja se malo razlikuje od jedne od varijanti H3N2 prethodne godine gripe. Sezonski virusi gripe isplivavaju iz epidemija koje se preklapaju u istočnoj Aziji i jugoistočnoj Aziji, a zatim se prevrću[los prijevod?] diljem svijeta prije nego što umiru. Prepoznavanje izvora virusa omogućava svjetskim zdravstvenim službenicima da bolje predvide koji virusi će uzrokovati najviše bolesti u sljedećoj godini.

## Epidemije
Od nekih epidemija izazvane H3N2 virusom su sljedeće:
- Hong Kong gripa[2]
- Fudžinska gripa[3]
- Sezona gripe 2017./18.[4]